# Delahaye 135

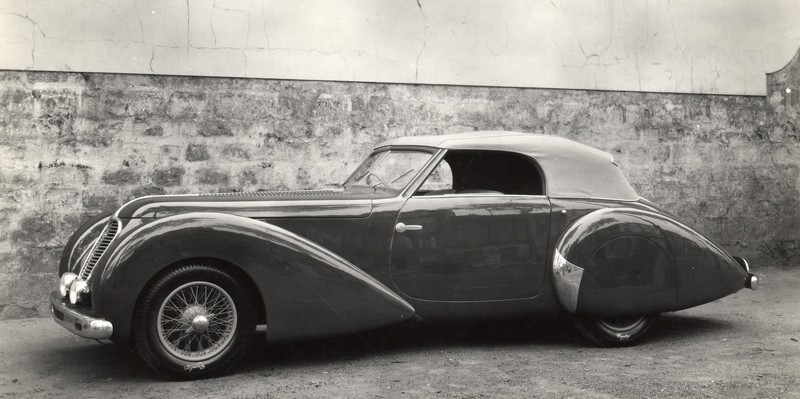
Delahaye 135 MS Cabriolet Pourtout

El Delahaye 135 era un automóvil concebido por el fabricante francés Delahaye. Diseñado por el joven ingeniero Jean François, fue producido desde 1935 hasta 1954 con muchos estilos diferentes. El modelo deportivo tuvo una amplia presencia en las carreras.

## Historia
El Delahaye 135, también conocido como "Coupe des Alpes" después de su éxito en la Copa de los Alpes, se presentó por primera vez en 1935 y significó la decisión de Delahaye de construir automóviles más deportivos que en su etapa anterior. El motor OHV de 3.2 litros de seis cilindros en línea con cigüeñal de cuatro rodamientos se derivó de uno de los motores de los camiones de Delahaye y también se usó en el modelo con una distancia entre ejes menos radical y más larga (3160 mm), el Delahaye 138. Su potencia era de 95 caballos (70,8 kW), disponiendo de un carburador doble, aunque también estaba disponible una versión con tres carburadores Solex, con una potencia de 110 caballos (82,0 kW) y una velocidad máxima de 148 km/h. El 138 tenía un solo carburador, por lo que su motor rendía 76 caballos (56,7 kW), aunque también estaba disponible en una versión de 90 caballos (67,1 kW) más deportiva.
El 135 contaba con una suspensión delantera independiente por ballestas, un eje de tracción trasero y frenos Bendix operados por cable. Las ruedas de radios de 17 pulgadas también eran estándar. La transmisión era manual de cuatro velocidades parcialmente sincronizadas o bien mediante un preselector Cotal de cuatro velocidades.
Los 135 de competición establecieron plusmarcas en el Ulster Tourist Trophy y se ubicaron segundo y tercero en las Mille Miglia de 1936, y en las 24 Horas de Le Mans de 1938.
La lista de talleres que trabajaban sobre el chasis del 135 incluía a los mejores carroceros de Francia de la época, como Figoni et Falaschi, Letourneur et Marchand, Guilloré, Carrosserie Pourtout, Frères Dubois, J Saoutchik, Franay, Antem y Henri Chapron.
La producción de la versión de 3.2 litros terminó con la ocupación alemana de Francia en 1940 y no se reanudó hasta después del final de las hostilidades.

### 135M

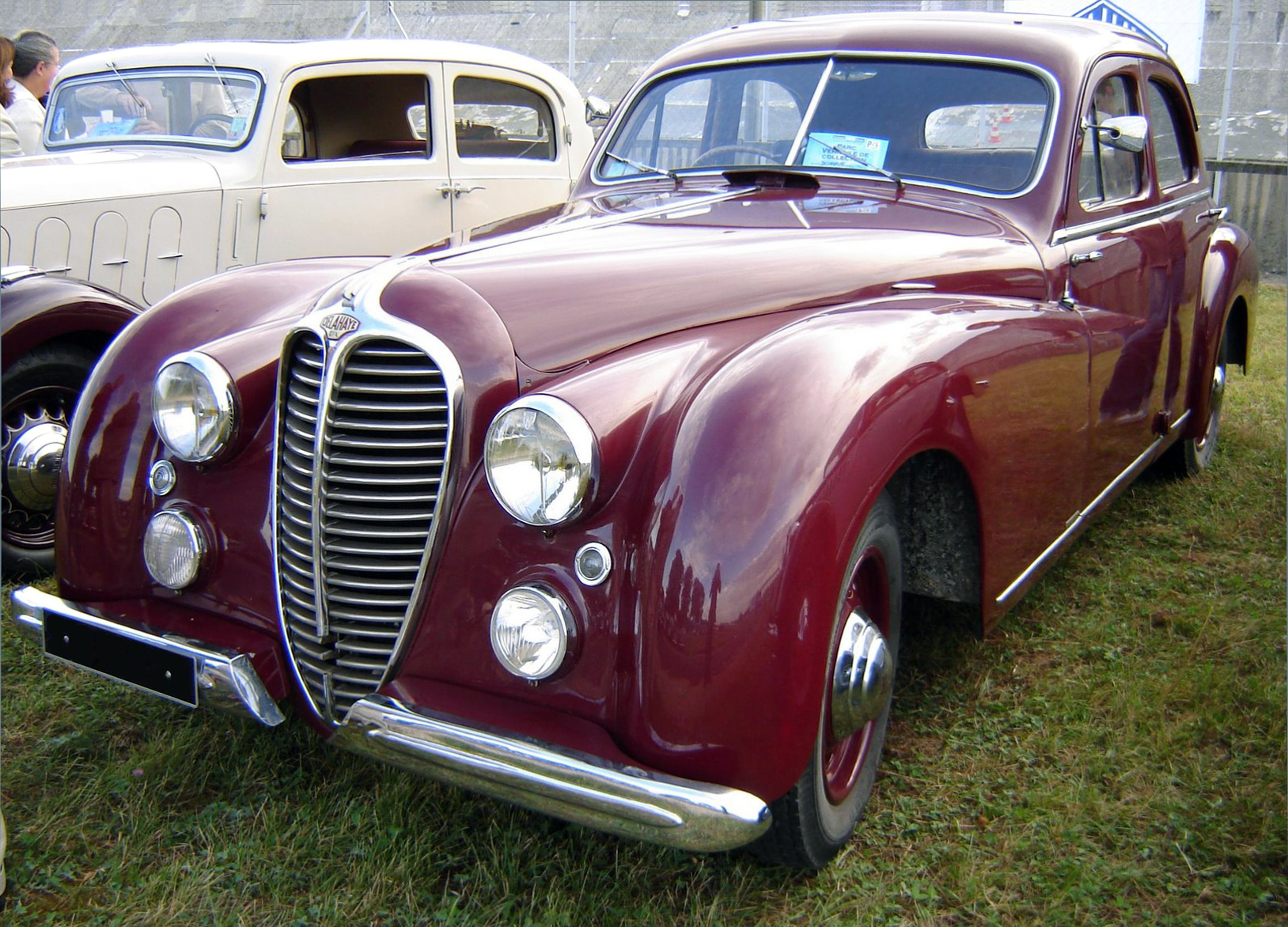
148L berlina de cuatro puertas carrozada por Letourneur et Marchand (1949)

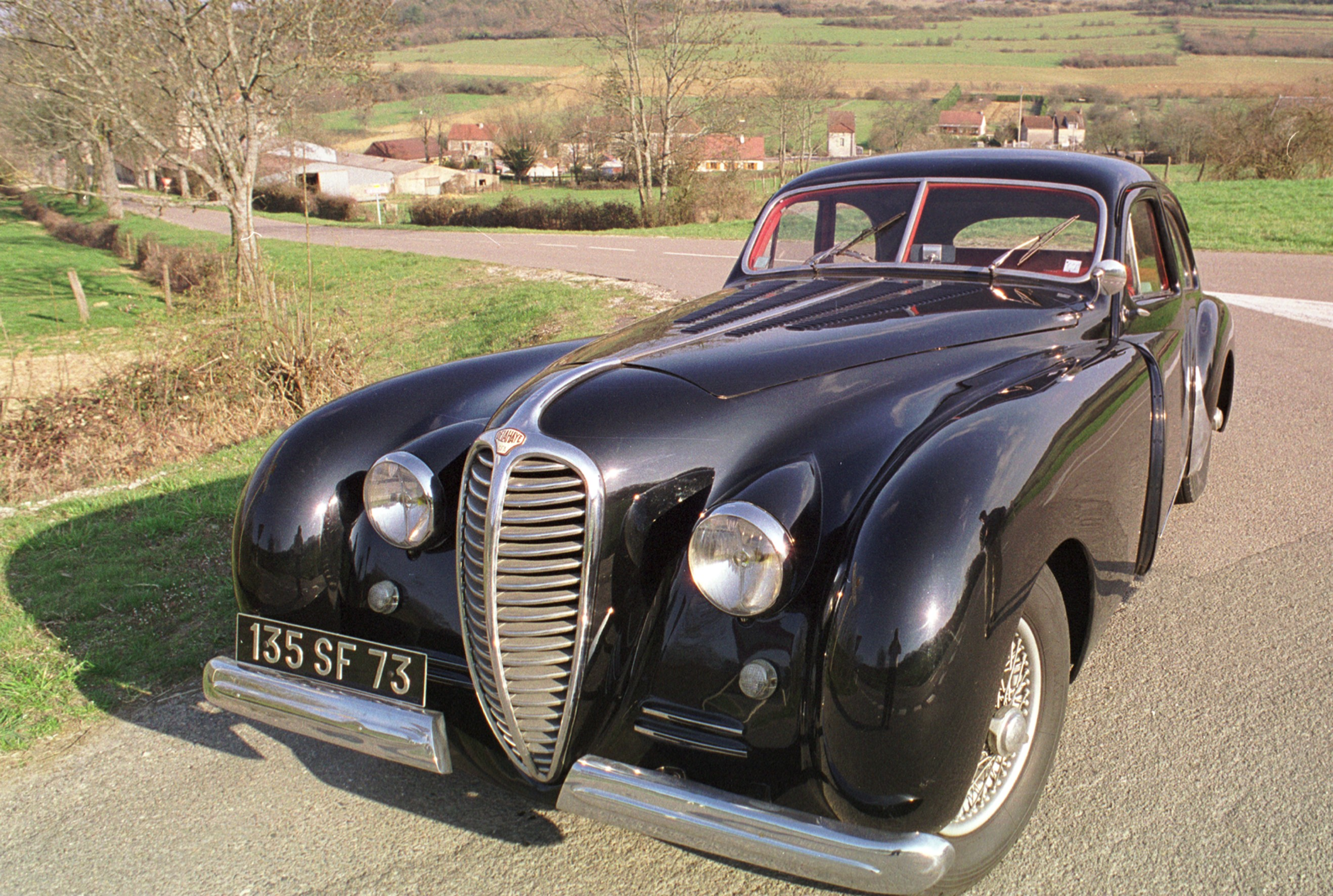
La versión especial Gascogne (1948)

En 1936 se introdujo el 135M, con una mayor cilindrada (3,557 cc). En gran parte, igual que el 135 normal, el nuevo motor ofrecía 90, 105 o 115 CV con uno, dos o tres carburadores. Al igual que con el 135/138, también se construyó una versión menos deportiva con una distancia entre ejes más larga, llamada 148. El 148 tenía una distancia entre ejes de 3,150 mm, o 3,350 mm en la versión de siete plazas. En las dos batallas más cortas también estaba disponible el 134N, con un motor de cuatro cilindros de 2.150 cc diseñado a partir del 3.2 litros de seis cilindros del 135. Junto con un breve retorno del 134, la producción de los modelos 148, 135M y 135MS se reanudó después del final de la guerra. Los 135 y 148 fueron unidos en las clases 175, 178, y 180 con motores más grandes. El 135M continuó estando disponible junto con el nuevo 235 hasta la desaparición de Delahaye en 1954.

### 168
Presentado en diciembre de 1938 y construido hasta el estallido de la guerra en 1940, el Tipo 168 usó el chasis y el motor del 148L (código del motor 148N) en la carrocería del Renault Viva Grand Sport. La distancia entre ejes se mantuvo en 315 cm, mientras que el uso de las ruedas de bastones significaba pequeñas diferencias en ruta. Este curioso híbrido fue el resultado de un esfuerzo de Renault por entrar en el lucrativo negocio de los vehículos de bomberos, casi un monopolio de Delahaye: después de una queja de Delahaye, Renault renunció a los contratos que había obtenido, pero a cambio Delahaye tuvo que aceptar comprar una cantidad de carrocerías del Viva Grand Sport. En un esfuerzo por limitar el mercado de esta competencia parásita, minimizando así el número de carrocerías que tenía que comprar a Renault, Delahaye optó por equiparlas con el impopular preselector Wilson (aunque la publicidad hablaba de un preselector Cotal). Esta estrategia tuvo mucho éxito, y coincidiendo con el inicio de la guerra que puso fin a la producción de estos automóviles, posiblemente no se construyeron más de treinta unidades.

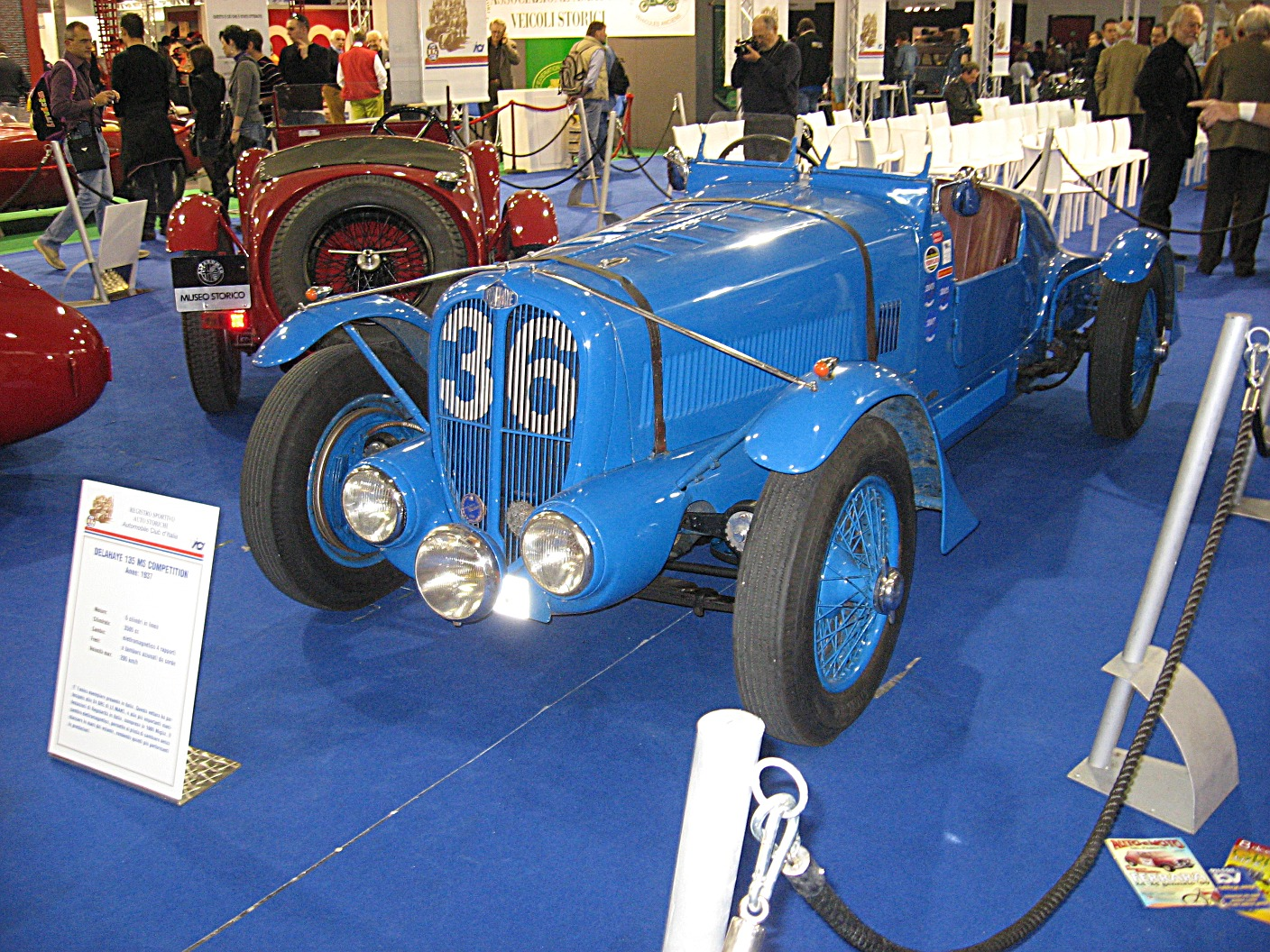
135MS de batalla corta (1937)

Fuertes, anchos y rápidos, como sus medios hermanos los Viva Grand Sport, los 168 fueron populares en el ejército. Muchos estaban equipados para funcionar con gasógeno durante la guerra, aunque con el paso del tiempo se ha convertido en un coche muy raro.

### 135MS
Al poco tiempo apareció una versión aún más deportiva, el 135MS. Con 120 o 145 CV disponibles, las versiones de competición rendían más de 160 CV. El 135MS fue la versión más comúnmente vista en las carreras, y continuó disponible hasta 1954, cuando los nuevos propietarios de Hotchkiss finalmente cancelaron la producción. El MS tenía una batalla de 2.95 m, pero los modelos de competición usaban un chasis acortado de 2.70 m.
El tipo 235, un 135MS remodelado con diseño de estilo pontón de Philippe Charbonneaux, apareció en 1951.

## Competición

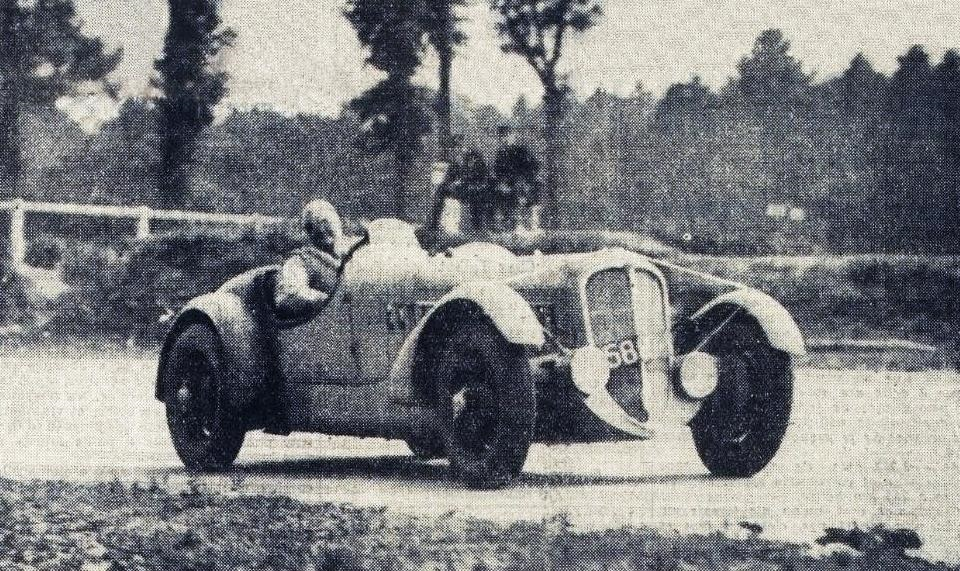
Delahaye 135CS en el Gran Premio de Francia de la AFC (1936)

El 135 fue un exitoso automóvil de carreras a finales de la década de 1930, ganando el Rally de Montecarlo en 1937 y las 24 Horas de Le Mans en 1938. La victoria de 1937 en Le Mans, con Chaboud y Trémoulet al volante, fue decisiva,; con dos Delahaye más en el segundo y cuarto lugar. Un 135 regular llegó séptimo en Le Mans de 1935, y en 1937, los 135 MS llegaron en segundo y tercer lugar. Apareciendo de nuevo en 1939, dos 135MS acabaron en el sexto y el octavo lugar, y nuevamente, después de la guerra, el ahora venerable 135MS terminó en los puestos 5º, 9º y 10º. Los 135s también terminaron 2º, 3º, 4º, 5º, 7º, 11º y 12º en el Gran Premio de Automóviles Deportivos Franceses de 1936 en Montlhéry.
John Crouch ganó el Gran Premio de Australia de 1949 conduciendo un 135MS.

## Galería
En distintas variantes de carrocería, el tipo 135 ha ganado muchos concursos de elegancia,  con modelos carrozados por Antem, Chapron, Dubos Frères, Faget-Varnet, Figoni et Falaschi, Franay, Guilloré, Labourdette, Pourtout y Saoutchik.

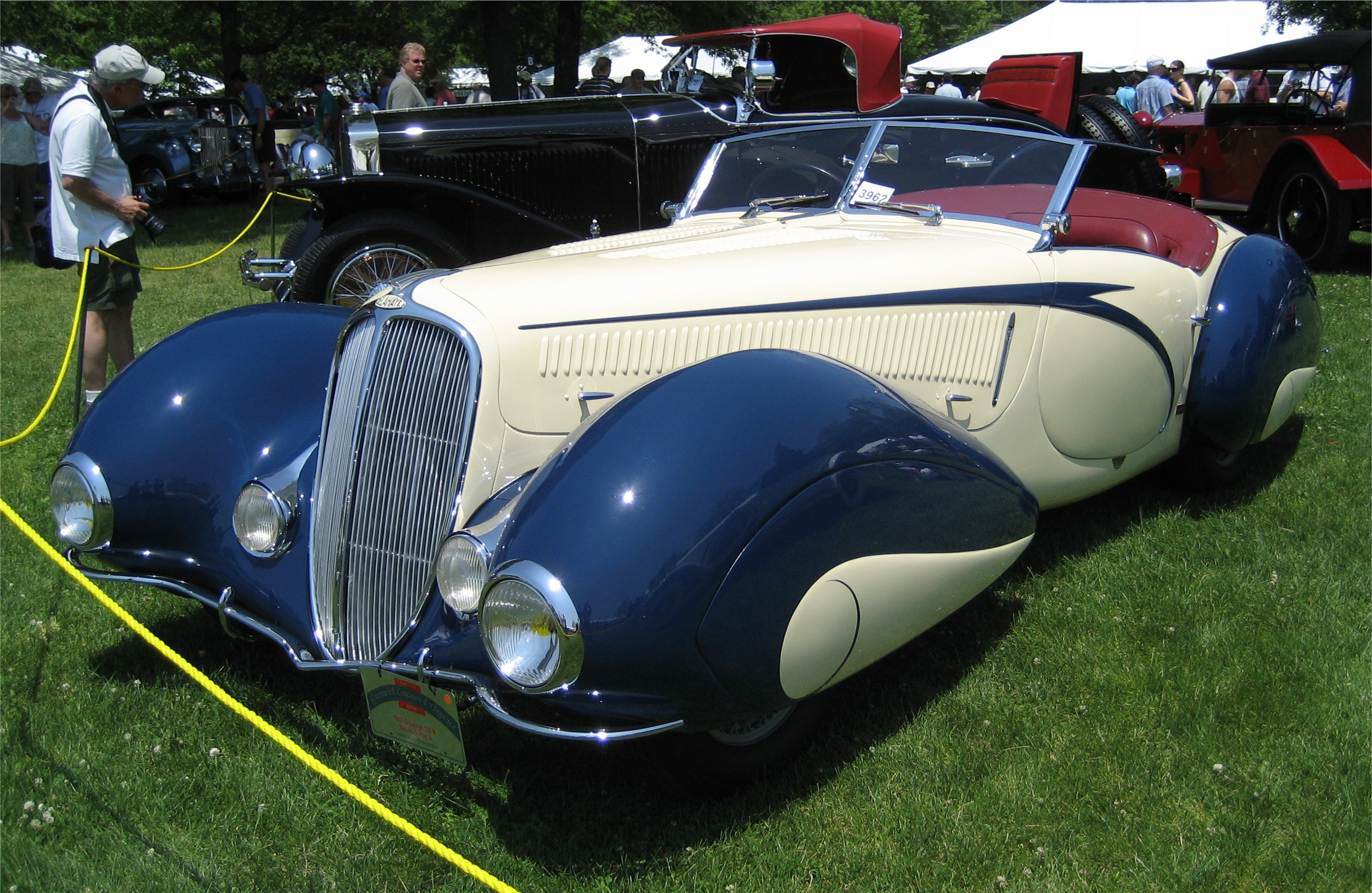
Delahaye tipo 135 M roadster por Figoni y Falaschi, 1937
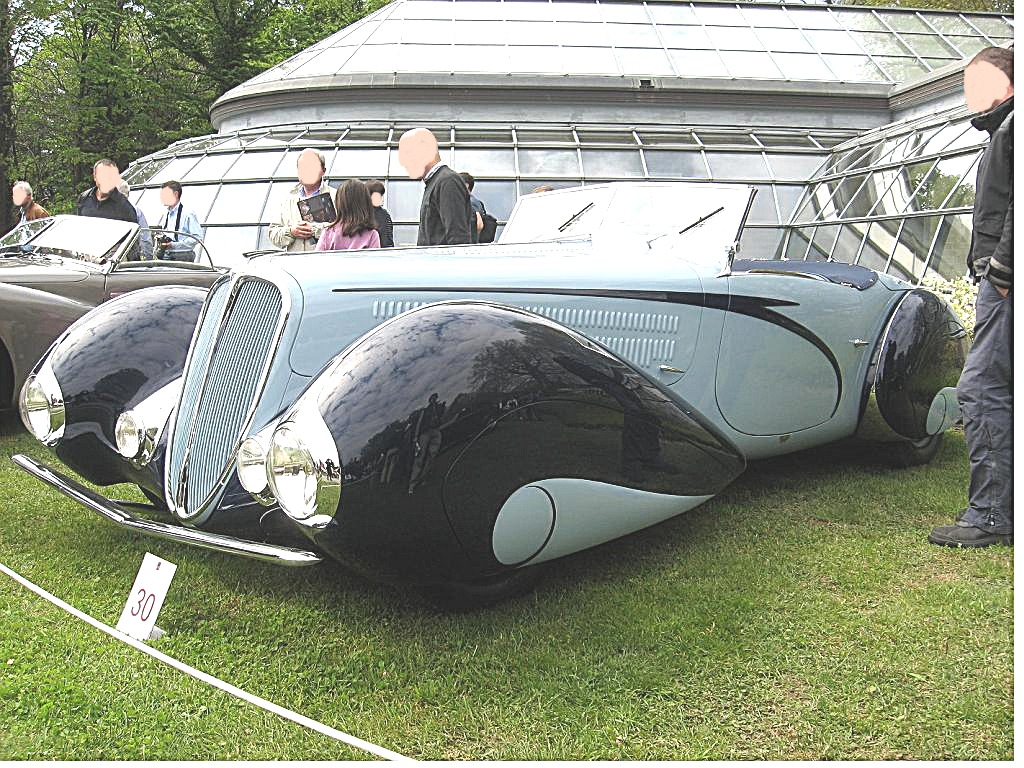
Delahaye tipo 135 M roadster por Figoni y Falaschi, 1939
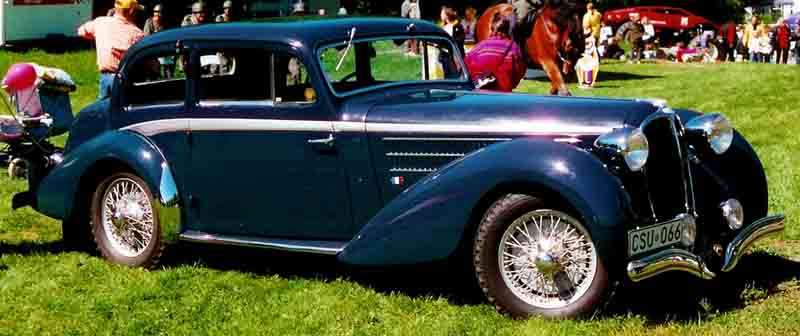
Delahaye coach tipo 135 M por Guilloré, 1939

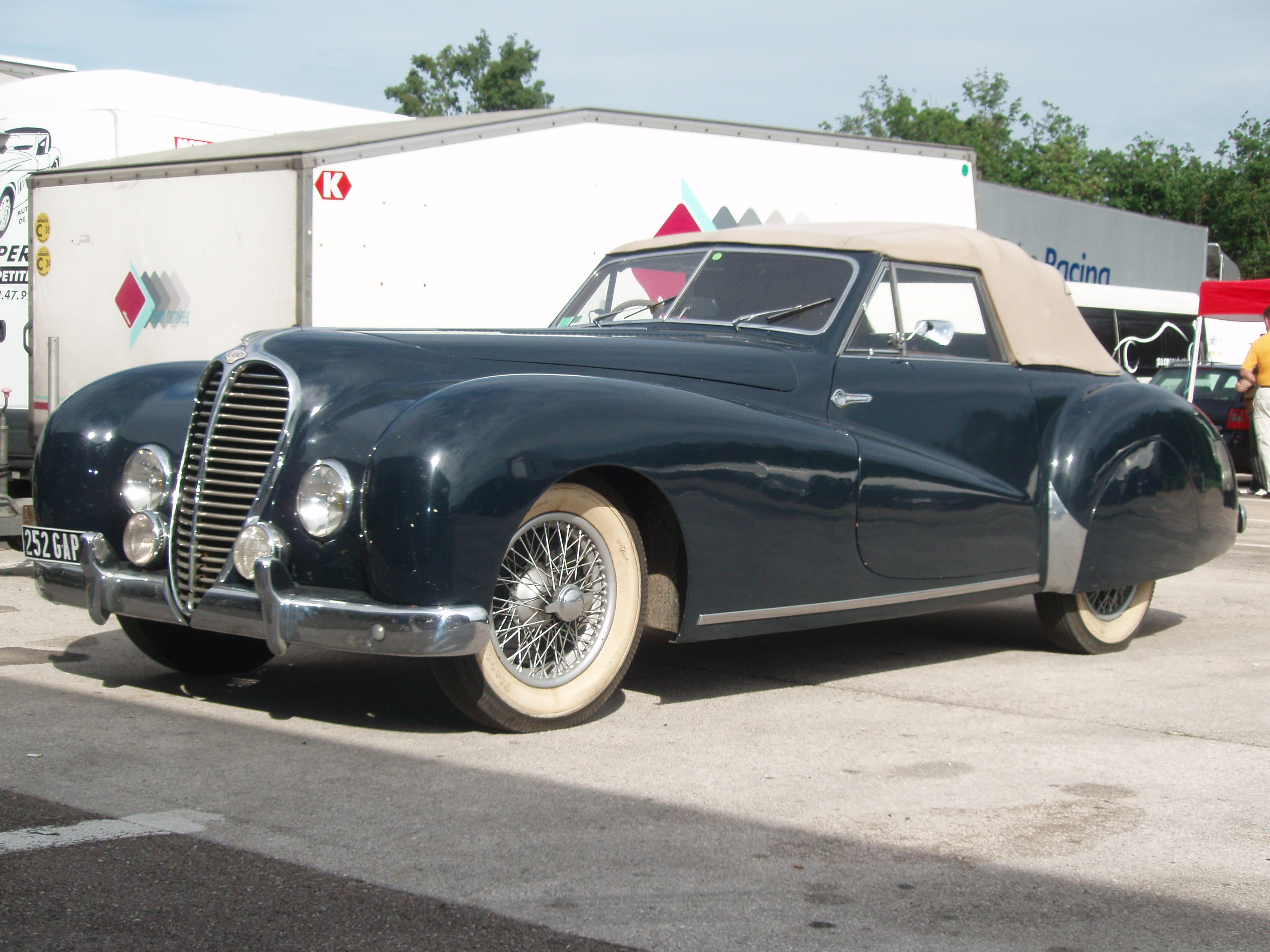
Delahaye tipo 135
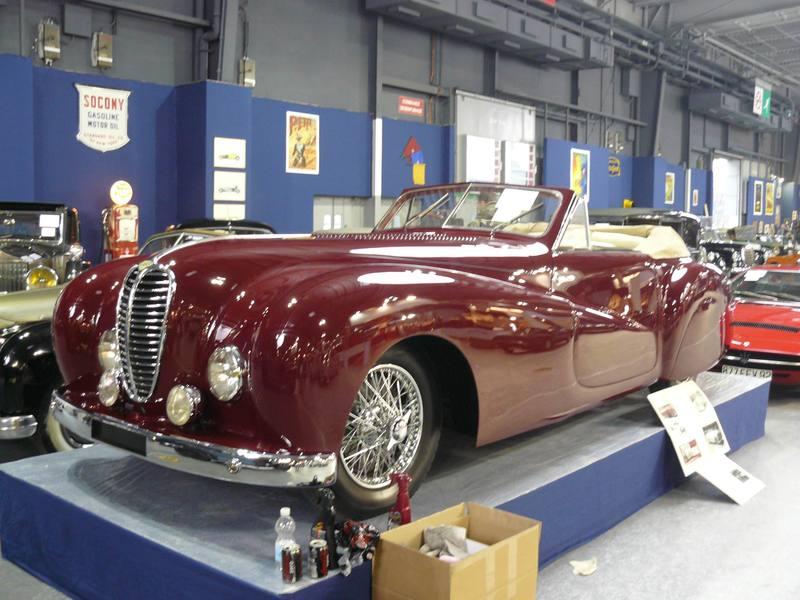
Delahaye tipo 135 M cabriolet "Malmaison" por Pourtout 1948.
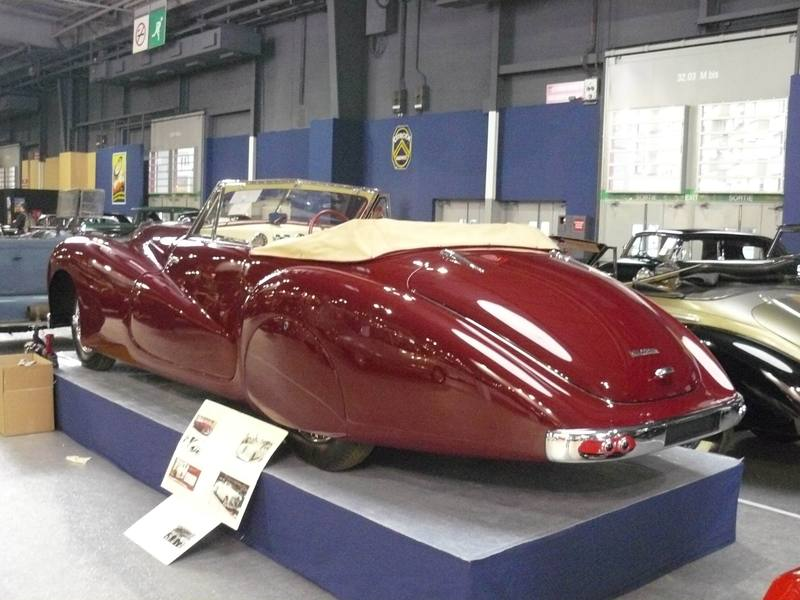
Vista posterior del tipo Delahaye 135 M "Malmaison" descapotable.
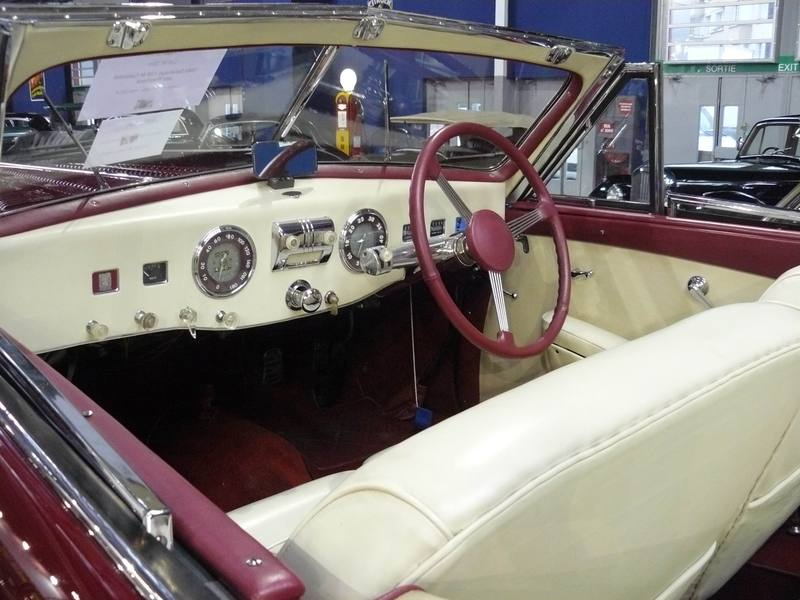
Interior del tipo Delahaye 135 M cabriolet "Malmaison".